# 夜のサンライズアワー
夜のサンライズアワーは、2008年12月10日から2011年5月10日まで配信されていた、サンライズ作品全般の情報を取り扱うインターネットラジオ番組。
『機動戦士ガンダムSEED』シリーズの出演声優である鳥海勝美（ダリダ・ローラハ・チャンドラII世）と千葉一伸（アーノルド・ノイマン、レドニル・キサカ）の二人がパーソナリティを務めた。

## 概要
『ラジオ 夜のコーディネイターアワー』を前身としている。SEED Club（有料）会員向けのコンテンツであり、毎月10日と25日の月2回更新された（10日と25日が土日祝の場合は直後の平日に更新された）最新版を含めた計3回が公開されていた。また、SEED Club非会員でも最新版のみ聴取可能だった。

## 番組配信スケジュール
ここには無料配信分の配信日付で記載する（SEED Club会員向けは次々回配信分の終了日までが配信期間）。ゲスト名の後のカッコ内は番組内で紹介された出演サンライズ作品と役である。
- 第1回 配信期間：2008/12/10〜2008/12/25 ゲスト：小清水亜美（コードギアス 反逆のルルーシュ、同R2：紅月カレン、宇宙をかける少女：ミンタオ）
- 第2回 配信期間：2008/12/25〜2009/1/13 ゲスト：小清水亜美
- 第3回 配信期間：2009/1/13〜2009/1/26 ゲスト：鈴木千尋（テイルズ オブ ジ アビス：ルーク・フォン・ファブレ、アッシュ）、ゆかな（コードギアス 反逆のルルーシュ、同R2：C.C.、テイルズ オブ ジ アビス：ティア・グランツ）
- 第4回 配信期間：2009/1/26〜2009/2/10 ゲスト：鈴木千尋、ゆかな
- 第5回 配信期間：2009/2/10〜2009/2/25 ゲスト：福山潤（コードギアス 反逆のルルーシュ、同R2：ルルーシュ・ランペルージ、宇宙をかける少女：レオパルド）
- 第6回 配信期間：2009/2/25〜2009/3/10 ゲスト：福山潤
- 第7回 配信期間：2009/3/10〜2009/3/25 ゲスト：保志総一朗（機動戦士ガンダムSEED、同DESTINY：キラ・ヤマト、コードギアス 反逆のルルーシュR2：ジノ・ヴァインベルグ）
- 第8回 配信期間：2009/3/25〜2009/4/10 ゲスト：保志総一朗
- 第9回 配信期間：2009/4/10〜2009/4/27 ゲスト：名塚佳織（コードギアス 反逆のルルーシュ、同R2：ナナリー・ランペルージ、アイドルマスター XENOGLOSSIA：双海亜美）
- 第10回 配信期間：2009/4/27〜2009/5/11 ゲスト：名塚佳織
- 第11回 配信期間：2009/5/11〜2009/5/25 ゲスト：MAKO（宇宙をかける少女：獅子堂秋葉）
- 第12回 配信期間：2009/5/25〜2009/6/10 ゲスト：MAKO
- 第13回 配信期間：2009/6/10〜2009/6/25 ゲスト：矢尾一樹（機動戦士ガンダムΖΖ：ジュドー・アーシタ）
- 第14回 配信期間：2009/6/25〜2009/7/10 ゲスト：矢尾一樹
- 第15回 配信期間：2009/07/10〜2009/07/27 ゲスト：関智一（機動武闘伝Gガンダム：ドモン・カッシュ、機動戦士ガンダムSEED、同DESTINY：イザーク・ジュール）
- 第16回 配信期間：2009/07/27〜2009/08/10 ゲスト：関智一
- 第17回 配信期間：2009/8/10〜2009/8/25 ゲスト：田中一成（プラネテス：星野八郎太、コードギアス 反逆のルルーシュ、同R2：玉城真一郎）
- 第18回 配信期間：2009/8/25〜2009/9/10 ゲスト：田中一成
- 第19回 配信期間：2009/9/10〜2009/9/25 ゲスト：成田剣（コードギアス 反逆のルルーシュ、同R2：ジェレミア・ゴットバルト、犬夜叉：殺生丸、黄金勇者ゴルドラン：ゴルドラン）
- 第20回 配信期間：2009/9/25〜2009/10/10 ゲスト：成田剣
- 第21回 配信期間：2009/10/10〜2009/10/25 ゲスト：速水奨（重戦機エルガイム：ギャブレット・ギャブレー、勇者エクスカイザー：エクスカイザー、新世紀GPXサイバーフォーミュラ：菅生修）
- 第22回 配信期間：2009/10/25〜2009/11/10 ゲスト：速水奨
- 第23回 配信期間：2009/11/10〜2009/11/25 ゲスト：緑川光（コードギアス 反逆のルルーシュR2：黎星刻、新機動戦記ガンダムW：ヒイロ・ユイ）
- 第24回 配信期間：2009/11/25〜2009/12/10 ゲスト：緑川光
- 第25回 配信期間：2009/12/10〜2009/12/25 ゲスト：諏訪部順一（機動戦士ガンダムSEED DESTINY：スティング・オークレー）
- 第26回 配信期間：2009/12/25〜2010/1/12 ゲスト：諏訪部順一
- 第27回 配信期間：2010/1/12〜2010/1/25 ゲスト：中原麻衣（舞-HiME、舞-乙HiME：鴇羽舞衣）
- 第28回 配信期間：2010/1/25〜2010/2/10 ゲスト：中原麻衣
- 第29回 配信期間：2010/2/10〜2010/2/25 ゲスト：石田彰（『機動戦士ガンダムSEED、同DESTINY：アスラン・ザラ）、折笠富美子（機動戦士ガンダムSEED DESTINY：メイリン・ホーク）
- 第30回 配信期間：2010/2/25〜2010/3/10 ゲスト：石田彰、折笠富美子
- 第31回 配信期間：2010/3/10〜2010/3/25 ゲスト：田中理恵（機動戦士ガンダムSEED、同DESTINY：ラクス・クライン／ミーア・キャンベル）
- 第32回 配信期間：2010/3/25〜2010/4/10 ゲスト：田中理恵
- 第33回 配信期間：2010/4/10〜2010/4/25 ゲスト：子安武人（機動戦士ガンダムSEED：ムウ・ラ・フラガ、同DESTINY：ムウ・ラ・フラガ／ネオ・ロアノーク）
- 第34回 配信期間：2010/4/25〜2010/5/10 ゲスト：子安武人
- 第35回 配信期間：2010/5/10〜2010/5/25 ゲスト：浪川大輔（機動戦士ガンダムUC：リディ・マーセナス、機動戦士ガンダム00：ミハエル・トリニティ）
- 第36回 配信期間：2010/5/25〜2010/6/10 ゲスト：浪川大輔
- 第37回 配信期間：2010/6/10〜2010/6/25 ゲスト：梶裕貴（SDガンダム三国伝Brave Battle Warriors：劉備ガンダム）
- 第38回 配信期間：2010/6/25〜2010/7/12 ゲスト：梶裕貴
- 第39回 配信期間：2010/7/12〜2010/7/26 ゲスト：小野大輔（機動戦士ガンダムSEED C.E.73 STARGAZER：スウェン・カル・バヤン、バトルスピリッツ 少年激覇ダン：クラッキー・レイ）
- 第40回 配信期間：2010/7/26〜2010/8/10 ゲスト：小野大輔
- 第41回 配信期間：2010/8/10〜2010/8/25 ゲスト：安元洋貴（SDガンダム三国伝 BraveBattleWarriors：関羽ガンダム）
- 第42回 配信期間：2010/8/25〜2010/9/10 ゲスト：安元洋貴
- 第43回 配信期間：2010/9/10〜2010/9/27 ゲスト：阪口大助（機動戦士Vガンダム：ウッソ・エヴィン、銀魂：志村新八、バトルスピリッツ 少年激覇ダン：硯秀斗）
- 第44回 配信期間：2010/9/27〜2010/10/12 ゲスト：阪口大助
- 第45回 配信期間：2010/10/12〜2010/10/25 ゲスト：鈴村健一（機動戦士ガンダムSEED DESTINY：シン・アスカ、銀魂：沖田総悟、バトルスピリッツ ブレイヴ：ザジ）
- 第46回 配信期間：2010/10/25〜2010/11/10 ゲスト：鈴村健一
- 第47回 配信期間：2010/11/10〜2010/11/25 ゲスト：置鮎龍太郎（機動戦士ガンダムSEED：アンドリュー・バルトフェルド、新機動戦記ガンダムW：トレーズ・クシュリナーダ、疾風!アイアンリーガー：マッハウインディ）
- 第48回 配信期間：2010/11/25〜2010/12/10 ゲスト：置鮎龍太郎
- 第49回 配信期間：2010/12/10〜2010/12/27 ゲスト：代永翼（模型戦士ガンプラビルダーズ ビギニングG：イレイ・ハル）
- 第50回 配信期間：2010/12/27〜2011/1/11 ゲスト：代永翼
- 第51回 配信期間：2011/1/11〜2011/1/25 ゲスト：朴璐美（∀ガンダム：ロラン・セアック）
- 第52回 配信期間：2011/1/25〜2011/2/10 ゲスト：朴璐美
- 第53回 配信期間：2011/2/10〜2011/2/25 ゲスト：井上和彦（機動戦士Ζガンダム：ジェリド・メサ、蒼き流星SPTレイズナー：アルバトロ・ナル・エイジ・アスカ）
- 第54回 配信期間：2011/2/25〜2011/3/10 ゲスト：井上和彦
- 第56回 配信期間：2011/3/10〜2011/3/25 ゲスト：渡辺久美子（機動戦士Vガンダム：カテジナ・ルース、ブレンパワード：伊佐未依衣子、ケロロ軍曹：ケロロ）
- 第57回 配信期間：2011/3/25〜2011/4/11 ゲスト：渡辺久美子
- 第58回 配信期間：2011/4/11〜2011/4/25 ゲスト：進藤尚美（機動戦士ガンダムSEED：カガリ・ユラ・アスハ、舞-HiME：藤乃静留、GEAR戦士電童：草薙北斗）
- 第59回 配信期間：2011/4/25〜2011/5/10 ゲスト：なし

## 番組の内容
この番組では、ゲストの出演作品やキャラクターにちなんだコーナーが作られている。
「SEED Club」「SEED Club mobile」「ギアス★net」の会員は専用フォームから投稿し、投稿が採用されると、ノベルティグッズとして「なにか」がもらえた。

### コーナー
夜の××（ちょめちょめ）アワー・リターンズ
前身番組の萌芽ともいえる千葉発言「夜のコーディネイター」にちなみ、単語の頭に「夜の」をつけ、雰囲気を味わおうという趣旨のコーナー。
あらかじめゲストに関連するワードが用意されている他、リスナーからの投書もある。
まだまだみんなの黒歴史〜トラウマなんかぶっ飛ばせ!
前身番組から引き継がれた、過去のダークな記憶を掘り起こしてそれをネタに笑い、ローエングリンと声優の口爆撃で吹っ飛ばしてしまおうというコーナー。
ゲストに合わせた技で吹っ飛ばすことも多い。
チャレンジ・ザ・インジェクター
リスナーではなくゲストのチャレンジコーナー。『機動戦士ガンダムSEED DESTINY』内においての台詞「融除剤ジェルインジェクター」を3回早口で言うことでサンライズ以外の作品等の告知ができる。

## スタッフ
- 番組構成作家：伊福部崇
- イラストレーター：ひめはち（イラスト）